# Scream/Childhood
Scream/Childhood è il titolo del singolo di lancio del doppio album HIStory: Past, Present and Future - Book I (1995) del cantante statunitense Michael Jackson. Scream è un duetto con la sorella Janet Jackson mentre Childhood è la canzone portante della colonna sonora del film Free Willy 2 ed è anche contenuta in HIStory.
Il singolo fu, pertanto, sia il primo singolo estratto dall'album HIStory che il primo, e unico, dalla colonna sonora del film Free Willy 2.

## Successo commerciale
Il singolo raggiunse immediatamente i vertici delle classifiche internazionali, debuttando direttamente alla quinta posizione della Billboard, record assoluto per l'epoca, infranto qualche mese dopo dallo stesso Jackson col singolo You Are Not Alone che debuttò invece direttamente alla numero uno.
Scream è anche ricordato per il suo video: infatti, con un costo di 7 milioni di dollari, il video è stato nominato nel Guinness World Records come "il video più costoso mai realizzato"

## Tracce
CD 7" Stati Uniti
1. Scream – 4:37 (Michael Jackson, Janet Jackson, Jimmy Jam e Terry Lewis)
2. Childhood (Theme from "Free Willy 2") – 4:27 (Michael Jackson)

CD 12" Stati Uniti
Testi e musiche di Michael Jackson, Janet Jackson, Jimmy Jam e Terry Lewis (tracce 1, 2, 3, 4, 5), Michael Jackson (traccia 6).
1. Scream (Classic Club Mix) – 9:00
2. Scream (Pressurized Dub Pt.1) – 10:06
3. Scream (Naughty Main Mix) – 5:42
4. Scream (Dave "Jam" Hall's Extended Urban Mix) – 5:09
5. Scream (Single Edit #2) – 4:04
6. Childhood (Theme from "Free Willy 2") – 4:27

## Classifiche

### Classifiche settimanali
| Classifica (1995)              | Posizione massima |
| ------------------------------ | ----------------- |
| Australia                      | 2                 |
| Austria                        | 9                 |
| Belgio (Fiandre)               | 5                 |
| Belgio (Vallonia)              | 3                 |
| Canada                         | 12                |
| Danimarca                      | 2                 |
| Europa                         | 1                 |
| Finlandia                      | 1                 |
| Francia                        | 4                 |
| Germania                       | 8                 |
| Irlanda                        | 6                 |
| Italia                         | 1                 |
| Norvegia                       | 2                 |
| Nuova Zelanda                  | 1                 |
| Paesi Bassi                    | 4                 |
| Regno Unito                    | 3                 |
| Regno Unito (R&B)              | 1                 |
| Spagna                         | 1                 |
| Stati Uniti                    | 5                 |
| Stati Uniti (dance club)       | 1                 |
| Stati Uniti (dance/electronic) | 1                 |
| Stati Uniti (pop)              | 20                |
| Stati Uniti (R&B)              | 2                 |
| Stati Uniti (rhythmic)         | 5                 |
| Svezia                         | 8                 |
| Svizzera                       | 3                 |
| Classifica (2009)              | Posizione massima |
| Regno Unito                    | 70                |
| Stati Uniti (digital)          | 70                |
| Svizzera                       | 93                |

### Classifiche di fine anno
| Classifica (1995) | Posizione |
| ----------------- | --------- |
| Australia         | 47        |
| Belgio (Fiandre)  | 89        |
| Belgio (Vallonia) | 30        |
| Canada            | 87        |
| Francia           | 59        |
| Germania          | 95        |
| Italia            | 26        |
| Nuova Zelanda     | 22        |
| Paesi Bassi       | 55        |
| Spagna            | 6         |
| Stati Uniti       | 56        |
| Svezia            | 79        |
| Svizzera          | 28        |